# Verwaltungsgemeinschaft Stadtroda
Die Verwaltungsgemeinschaft Stadtroda lag im thüringischen Saale-Holzland-Kreis. In ihr hatten sich die Stadt Stadtroda und die Gemeinde Ruttersdorf-Lotschen zur Erledigung ihrer Verwaltungsgeschäfte zusammengeschlossen. Sitz war in Stadtroda.

## Geschichte
Die Verwaltungsgemeinschaft wurde am 1. Januar 1992 gegründet. Die Auflösung erfolgte am 19. Oktober 1995. Mit Wirkung zum 20. Oktober 1995 wurde Stadtroda erfüllende Gemeinde für Ruttersdorf-Lotschen.